# Снежана Савић (академик)
Снежана Савић (Бања Лука, 19. децембар 1958) српски је академик, универзитетски професор и доктор правних наука. Садашњи је потпредсједник Уставног суда Републике Српске. Бивши је народни посланик у Народној скупштини Републике Српске и предсједник Уставног суда Босне и Херцеговине.

## Биографија
Рођена је 1958. у Бањој Луци. У периоду између 1977. и 1981. завршила је Правни факултет Универзитета у Бањој Луци, као и Педагошку академију у Бањалуци. Године 1989. магистрирала је на тему „Држава као субјект међународног привредног права“, а 1993. докторирала на тему „Појам права као нормативног поретка — Прилог критици Келзенове нормативне доктрине“ на Правном факултету Универзитета у Бањој Луци. Од 1986. ради као асистент, затим као професор, а данас као шеф катедре за државноправне науке на Правном факултету Универзитета у Бањој Луци. Од 1995. ради и као професор на Високој школи Министарства унутрашњих послова Републике Српске. Професор је и на Факултету политичких наука Универзитета у Бањој Луци.
Била је посланик у Народној скупштини Републике Српске у периоду између 1998. и 1999. Између 2000. и 2003. била је судија и предсједник Уставног суда Босне и Херцеговине. Снежана Савић је била члан Предсједништва Удружења правника Републике Српске и Савеза Удружења правника Републике Српске и Републике Србије. Радила је као председник Редакције за органе државне власти у пројекту израде Енциклопедије Републике Српске. Снежана Савић је дописни члан и председник Одбора за правне науке Одјељења друштвених наука Академије наука и умјетности Републике Српске.
Народна скупштина Републике Српске изабрала ју је 5. јуна 2012. за судију Уставног суда Републике Српске, а дан раније и Вијеће народа Републике Српске. Дана 25. јуна изабрана је за потпредсједника Уставног суда Републике Српске из реда српског народа.

## Дјела
- Појам права као нормативног поретка — Прилог критици Келзенове нормативне доктрине, Правни факултет, Бањалука (1995)
- Почеци теорије и филозофије права у Срба, Правни факултет, Бањалука (1998)
- Република Српска послије Дејтона — Питања и проблеми правне природе, Правни факултет, Бањалука, (1999)